# 真田テレビ中継放送所
真田テレビ中継放送所（さなだテレビちゅうけいほうそうじょ）は長野県上田市の旧小県郡真田町地区本原大久保地籍にあるテレビ中継送信所である。

## 設置に至るまで
長野県上田市・小県郡町村は、1958年11月15日の美ヶ原親局の開局による長野県下での本格的なテレビ放送開始時は、カバーできる範囲にあるため開始と同時に視聴可能となったが地域によって、とりわけ千曲川の左岸地域や山間地ではアンテナを向けても視聴できないという不都合が生じていた。そこで上田市・小県郡町村の難視聴地域を解消するべく1964年に信越放送とNHK長野放送局が共同で当時の小県郡真田町大字本原大久保の山間地に設置し同年8月20日に開局させたのが同所である。

## テレビ放送の概要
1964年8月20日に設置された同所はまず上記2局3波で地上アナログ放送を開始。1970年2月28日に長野放送が独自の放送所を作って放送開始。親局の開局後はここまでで以降は親局と同時でテレビ信州が1980年9月に独自の放送所を設置。1991年3月に長野朝日放送がテレビ信州と共用する形で設置している。
2007年9月28日から地上デジタル放送が開始された。長野県下のデジタル波中継局としては美ヶ原親局、松本、諏訪、飯田等に次いで2番目の開局。

### 地上デジタルテレビジョン放送送信設備
| リモコンキーID | 放送局名        | 物理チャンネル | 空中線電力 | ERP | 放送#放送対象地域 | 放送区域内世帯数 | 開局日        |
| -------------- | --------------- | -------------- | ---------- | --- | ----------------- | ---------------- | ------------- |
| 1              | NHK長野総合     | 25             | 10W        | 39W | 長野県            | 約-世帯          | 2007年9月28日 |
| 2              | NHK長野Eテレ    | 27             | 10W        | 39W | 全国              | 約-世帯          | 2007年9月28日 |
| 4              | TSBテレビ信州   | 48             | 10W        | 39W | 長野県            | 約-世帯          | 2007年9月28日 |
| 5              | abn長野朝日放送 | 46             | 10W        | 39W | 長野県            | 約-世帯          | 2007年9月28日 |
| 6              | SBC信越放送     | 23             | 10W        | 39W | 長野県            | 約-世帯          | 2007年9月28日 |
| 8              | NBS長野放送     | 49             | 10W        | 39W | 長野県            | 約-世帯          | 2007年9月28日 |

### 地上アナログテレビジョン放送送信設備
| チャンネル | 放送局名         | 空中線電力        | ERP                | 放送対象地域 | 放送区域内世帯数 | 開局日        |
| ---------- | ---------------- | ----------------- | ------------------ | ------------ | ---------------- | ------------- |
| 3          | NHK 長野教育     | 映像10W /音声2.5W | 映像39W /音声8.7W  | 全国         | 約1万2000世帯    | 1964年8月20日 |
| 5          | NHK 長野総合     | 映像10W /音声2.5W | 映像39W /音声9.7W  | 長野県       | 約1万2000世帯    | 1964年8月20日 |
| 7          | SBC 信越放送     | 映像10W /音声2.5W | 映像36W /音声8.9W  | 長野県       | 約1万2000世帯    | 1964年8月20日 |
| 40         | NBS 長野放送     | 映像100W /音声25W | 映像570W /音声135W | 長野県       | 約4万0200世帯    | 1970年2月28日 |
| 42         | TSB テレビ信州   | 映像100W /音声25W | 映像510W /音声125W | 長野県       | 約4万0200世帯    | 1980年10月1日 |
| 44         | abn 長野朝日放送 | 映像100W /音声25W | 映像510W /音声125W | 長野県       | 約4万0200世帯    | 1991年4月1日  |

- 2011年7月24日をもってすべて廃止された。
- 設置されている地域は群馬県吾妻郡嬬恋村に近く出力を上げると対象地域でない同村に電波が飛ぶ可能性があるため制限されている（※スピルオーバー制限）。